# DVS Records
La DVS Records è un'etichetta discografica indipendente dei Paesi Bassi specializzata in progressive metal.
È stata fondata nel 2000 da Rene Janssen.

## Artisti

### Attuali
- Alias Eye
- Ashes to Ashes
- Chaoswave
- Chrome Shift
- Dynamic Lights
- Heaven's Cry
- The Aurora Project

### Precedenti
- Into Eternity
- Silent Edge
- Sonic Debris
- Voyager
- Wolverine